# Анкиндинов, Иван
Ива́н Анкинди́нов — старообрядец поморского согласия XVIII века, славившийся у поморцев начитанностью, красноречием и строгостью жизни. 
Иван Анкиндинов родился в городе Ростове, долгое время жил в выгорецком скиту при Андрее Денисове, а затем (после 1723 года) на Печоре и Мезени у поморян. 
7 (18) декабря 1744 года он, вместе с 86-ю другими раскольниками и раскольницами, сгорел на Мезени в скиту, им самим подожжённом, вследствие нежелания сдаваться солдатам, посланным по требованию холмогорского епископа Варсонофия (Щеныкова). 
В конце сказания о пострадавших на Мезени приложена исповедь Ивана Анкидинова, которую он писал «близь сущий врат смертных».